# Schweiz distrikt

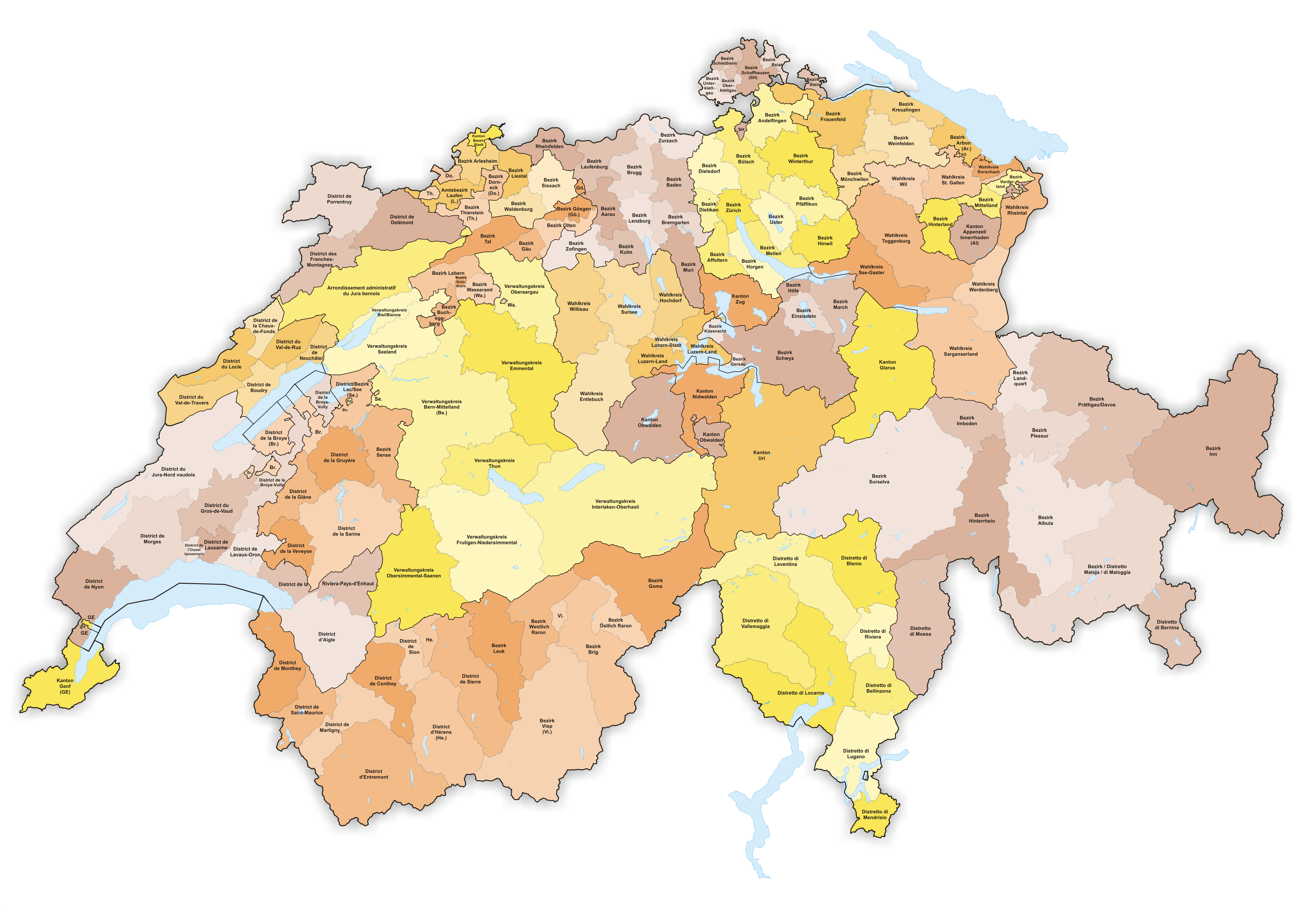
Schweiz distrikt 2016. Beakta att i vissa kantoner finns "parallella" distriktsstrukturer eller sådana på andra nivåer som inte syns på kartan

Schweiz kantoner beslutar själva sin inre struktur. De flesta större kantoner har distrikt på en eller flera nivåer ovanför kommun-nivån.

## Namn
I de fransktalande kantonerna Vaud, Neuchâtel, Jura och Fribourg och Valais heter distrikten genomgående district och i Ticino distretto. I tysktalande kantoner förekommer ett flertal beteckningar: Förutom Bezirk kan distrikten heta Amt, Amtei, Verwaltungskreis, Verwaltungsregion och Wahlkreis. Det är i tyskspråkiga kantoner som flera distriktsnivåer eller parallella indelningar med olika gränser kan förekomma. I Graubünden används sedan 2016 benämningen Region.

## Uppgifter
Distriktens uppgifter är växlande: 
- Vissa distriktsnivåer har betydelse endast i statistiska sammanhang eller som valkretsar.
- Ofta utgör distrikten en indelning för de decentrala kantonala förvaltningsorganen och domstolarna.
- I enstaka fall har distrikten vidare uppgifter. Exempelvis är kantonen Schwyz distrikt egna juridiska personer och Jura Bernois har ett eget parlament.

## Kantoner utan distriktsindelning
De små kantonerna Uri, Obwalden und Nidwalden, Glarus, Zug, Basel-Stadt, Appenzell Ausserrhoden och Genève saknar distriktsindelning.
Schaffhausen avskaffade distrikten 1999, men behöll dem för statistiska ändamål.